# Elzach

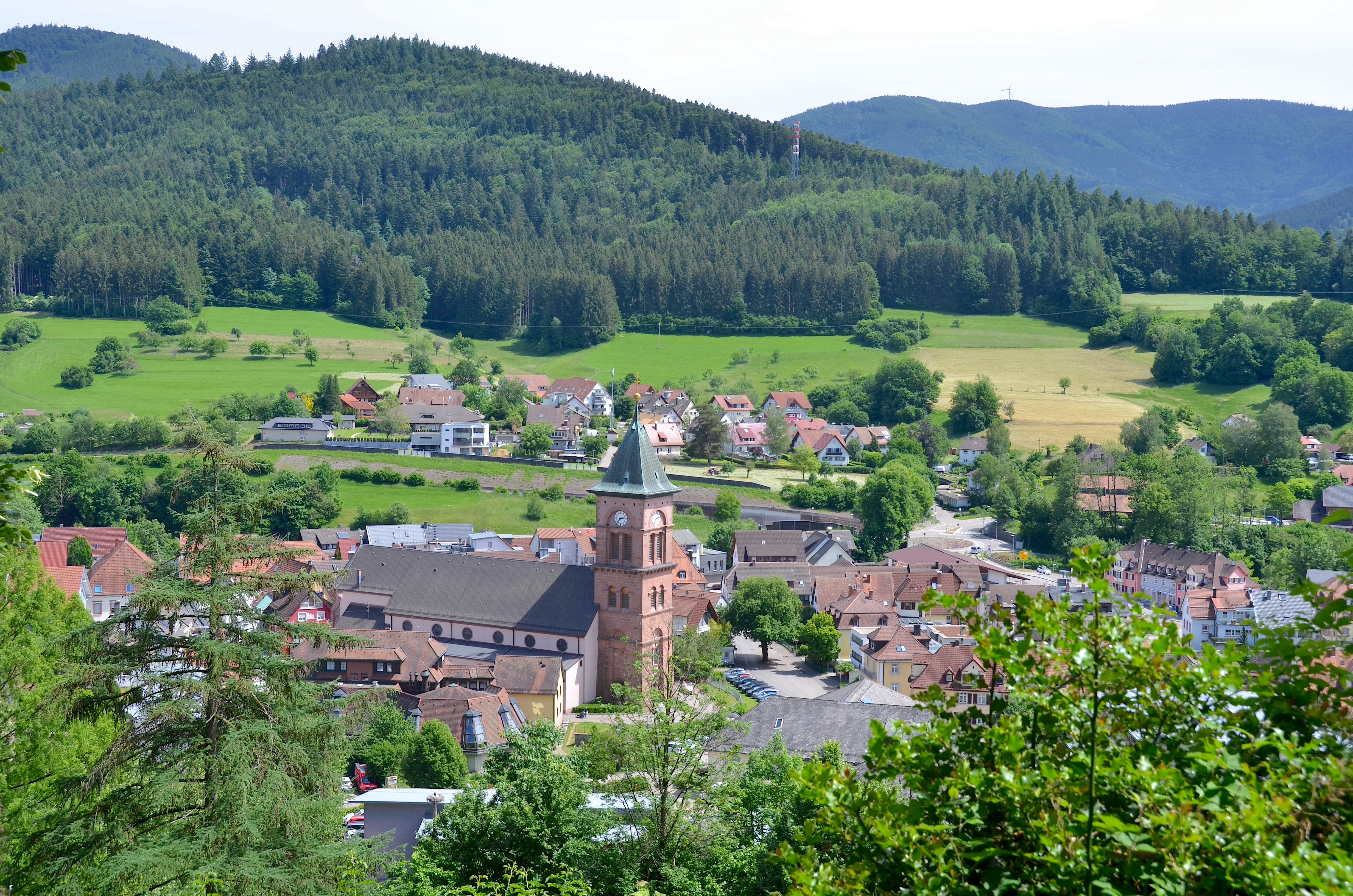
Westlicher Blick über Elzach

Elzach ist eine Stadt im Schwarzwald im Landkreis Emmendingen in Baden-Württemberg, etwa 26 Kilometer nordöstlich von Freiburg im Breisgau.

## Geographie

### Lage
Die Stadt liegt am östlichen Rand des Gebiets des Landkreises Emmendingen und grenzt dort an den Ortenaukreis und den Schwarzwald-Baar-Kreis. Topografisch ist das Gemeindegebiet durch seine Lage im Elztal um den Hausberg Rohrhardsberg herum gekennzeichnet. Sie gehört zum Naturpark Südschwarzwald.

### Stadtgliederung
Elzach besteht aus den Stadtteilen Elzach, Prechtal, Oberprechtal, Yach und Katzenmoos.
- Zum Stadtteil Elzach gehört die Stadt Elzach.
- Zum Stadtteil Katzenmoos gehören das Dorf Katzenmoos, die Weiler Unterspitzenbach und Weinersberg, die Zinken Friedlinsbach, Halden, Hallersberg und Vitenloch, die Höfe Moserberg, Roßfedern und Steinmühle und die Wohnplätze Dehnenbach, Morgenberg und Steinberg.
- Zum Stadtteil Oberprechtal gehören die Dörfer Oberprechtal und Dorf, der Weiler Vor dem Wittenbach, der Zinken Lampertsbach, die Höfe Hänsles-, Michele- und Schüßelebauern, Hinterprechtal, Im Grund und Landwasser und der Wohnplatz Im Loch.
- Zum Stadtteil Prechtal gehören die Weiler Eilet, Fis(ß)nacht und Ladhof, die Zinken Bachere (z. T. zu Biederbach), Frischnau (z. T. zu Biederbach), Heidenacker (z. T. zu Biederbach), Leimental und Unterprechtal, die Höfe Herni (z. T. zu Biederbach), Hernishof, Kud(tt)ershof, Reichenbach, Schloßhof (Schloßbauer), Schrahöfe und Wellishöfe und die Wohnplätze Alte Halden, Bodenhäusle, Funi, Gustlet, Lürenberg, Neue Halden, Rittacker und Zinkle (Dorershof). Im Stadtteil Prechtal liegt die abgegangene (oder umbenannte) Ortschaft Heimburgerhof.
- Zum Stadtteil Yach gehören das Dorf Dorf, der Weiler Deckelsbach, der Zinken Rauchengrund, die Höfe Farnrain und Untertal, Hinterer Zinken und Vorderer Zinken und die Wohnplätze Fischersdobel, Gobert, Platzhäusle und Wüstloch.

In den Stadtteilen außer dem Stadtteil Elzach sind Ortschaften im Sinne der baden-württembergischen Gemeindeordnung mit jeweils eigenem Ortschaftsrat, Ortsvorsteher als dessen Vorsitzender und jeweils eigenen Verwaltungsstellen eingerichtet.

### Klima
|                        | Jan  | Feb  | Mär  | Apr  | Mai  | Jun  | Jul  | Aug  | Sep  | Okt  | Nov  | Dez |   |      |
| Mittl. Temperatur (°C) | 1,7  | 2,6  | 5,9  | 9,6  | 13,6 | 17,9 | 20,1 | 19,1 | 14,6 | 10,1 | 5,7  | 3,5 | ⌀ | 10,4 |
| Mittl. Tagesmax. (°C)  | 5,2  | 7,0  | 11,3 | 15,6 | 19,0 | 23,9 | 26,6 | 25,7 | 21,0 | 15,4 | 10,0 | 7,7 | ⌀ | 15,7 |
| Mittl. Tagesmin. (°C)  | −1,8 | −1,1 | 1,1  | 3,6  | 7,8  | 12,0 | 13,8 | 12,9 | 9,1  | 5,6  | 2,0  | 0,0 | ⌀ | 5,5  |
|                        |      |      |      |      |      |      |      |      |      |      |      |     |   |      |
| Niederschlag (mm)      | 139  | 68   | 102  | 98   | 130  | 124  | 61   | 100  | 71   | 74   | 102  | 105 | Σ | 1174 |
|                        |      |      |      |      |      |      |      |      |      |      |      |     |   |      |
| Regentage (d)          | 19   | 13   | 15   | 14   | 16   | 15   | 12   | 12   | 11   | 12   | 14   | 17  | Σ | 170  |

| −1,8 |

| −1,1 |

| 1,1 |

| 3,6 |

| 7,8 |

| 12,0 |

| 13,8 |

| 12,9 |

| 9,1 |

| 5,6 |

| 2,0 |

| 0,0 |

| −1,8 |

| −1,1 |

| 1,1 |

| 3,6 |

| 7,8 |

| 12,0 |

| 13,8 |

| 12,9 |

| 9,1 |

| 5,6 |

| 2,0 |

| 0,0 |

## Geschichte

### Bis zum 19. Jahrhundert
Elzach wurde urkundlich erstmals am 5. August 1178 erwähnt. Ab dem 13. Jahrhundert unterstand es den Herren von Schwarzenberg, die ihm um 1290 die Stadtrechte verliehen. Ab Ende des 14. Jahrhunderts wurde die Herrschaft Schwarzenberg als Lehen der Habsburger angesehen. 1465 ging sie an die Familie von Rechberg, später an die von Ehingen (1546) und von Reischach (1560) über, wobei die neuen Herren ihren Wohnsitz meist im Stadtschloss Elzach nahmen. Im Jahr 1567 kaufte Erzherzog Ferdinand von Österreich die verschuldete Herrschaft Schwarzenberg für 28 000 Gulden. Die Habsburger vergaben die Herrschaft aber weiterhin als Lehen an die von Fischer und von Greuth. Von 1742 bis 1805 hatten die Freiherren von Wittenbach das Lehen. Die jeweiligen Adelsgeschlechter gehörten zu den Breisgauer Landständen und die Herrschaft war Teil von Vorderösterreich, das zum Österreichischen Reichskreis gehörte. Von 1803 bis 1806 war Elzach Teil des kurzlebigen Herzogtums Modena-Breisgau. 1806 kam die Stadt mit dem vorderösterreichischen Breisgau an das Kurfürstentum Baden, das bald darauf zum Großherzogtum Baden wurde. Von 1813 bis 1819 war es Sitz eines Badischen Bezirksamtes.

### Gemeindefusion
Am 1. Januar 1974 wurde die Gemeinde Katzenmoos nach Elzach eingemeindet, die Gemeinde Yach folgte am 1. Juli 1974. Die heutige Stadt Elzach wurde am 1. Januar 1975 durch Vereinigung der Stadt Elzach und der Gemeinden Oberprechtal und Prechtal gebildet. Oberprechtal war erst am 1. Januar 1964 durch Abtrennung von neun Wohnplätzen aus der Gemeinde Prechtal entstanden.

### Stadtteile

#### Yach

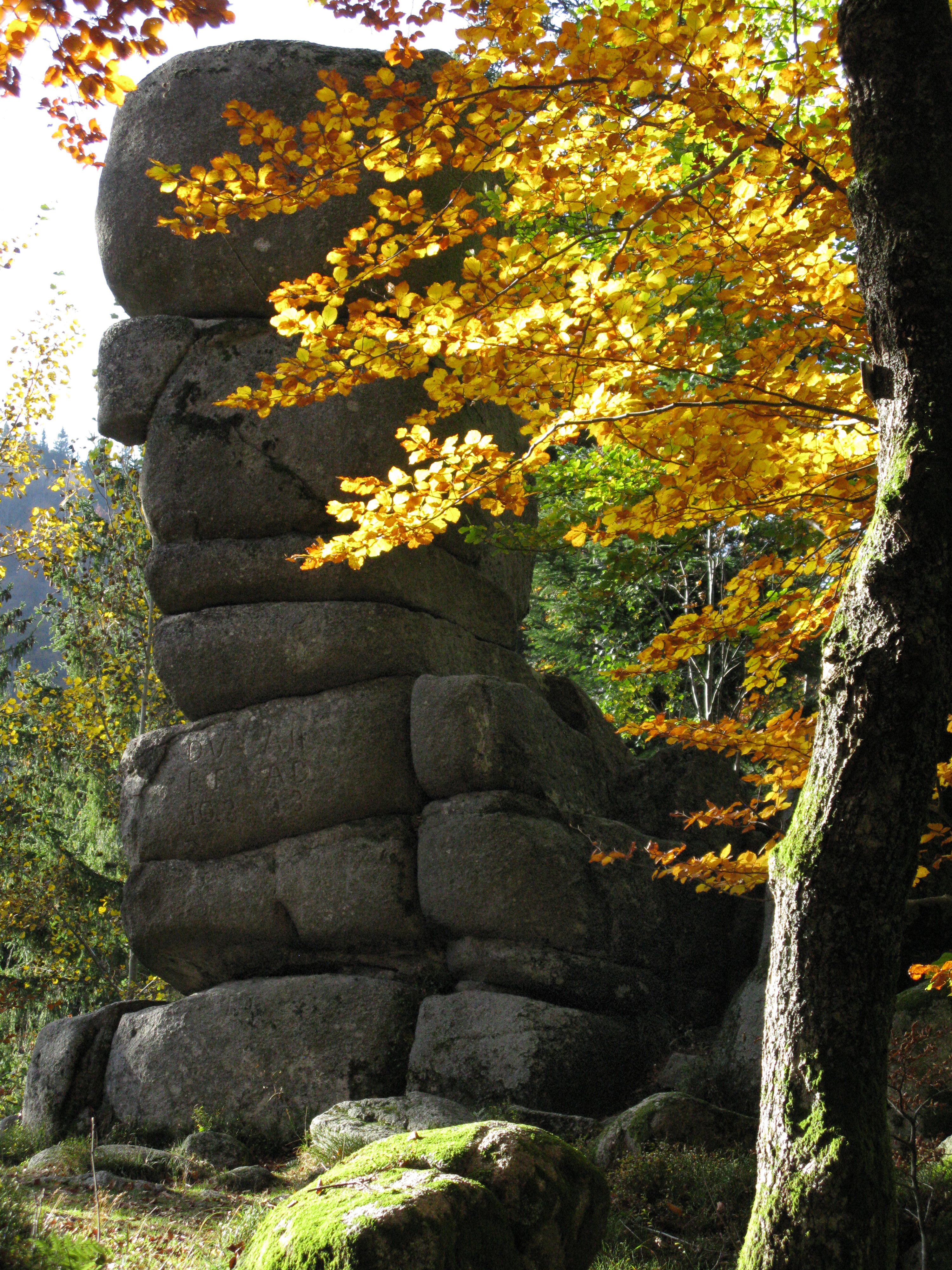
Siebenfelsen

Yach (etwa 1000 Einwohner) liegt am Fuße des Rohrhardsberges, in einem Seitental des oberen Elztales. In Yach steht der Siebenfelsen, ein meterhohes Steingebilde, das scheinbar aus sieben übereinanderliegenden Steinen besteht. Seine Herkunft ist unklar.
Yach ist der einzige Ort in Deutschland, dessen Name mit dem Buchstaben „Y“ beginnt. Die Einwohner des Elztales sprechen den Namen wie „Ëich“ aus. Eine Namensverwandtschaft besteht deshalb vermutlich mit dem Eyachtal im Nordschwarzwald.

#### Prechtal
→ zur Geschichte siehe auch Artikel Herrschaft Prechtal

Prechtal ist mit ca. 1.800 Einwohnern der einwohnerstärkste Ort nach der Kernstadt Elzach. Seinen namentlichen Ursprung hat Prechtal wohl durch den „gebrochen“ Flusslauf der Elz, die im früheren Stadtteil Oberprechtal eine Biegung macht. Prechtal ist geprägt durch ein dichtes Vereinsnetz. So gibt es verschiedene Vereine für Sport und Freizeit, wobei sich der Radfahrverein Concordia Prechtal besonders im Vereinsradball hervortat durch Teilnahmen an Nationalen Meisterschaften im Nachwuchsbereich, sowie einer Mannschaft in der 2. Bundesliga bzw. ein Jahr in der 1. Bundesliga.
Im Volksmund wird Prechtal „Prächt“ ausgesprochen, daher lautet ein Spruch: „Im Prächt isch alles recht.“

#### Oberprechtal
→ zur Geschichte siehe auch Artikel Herrschaft Prechtal

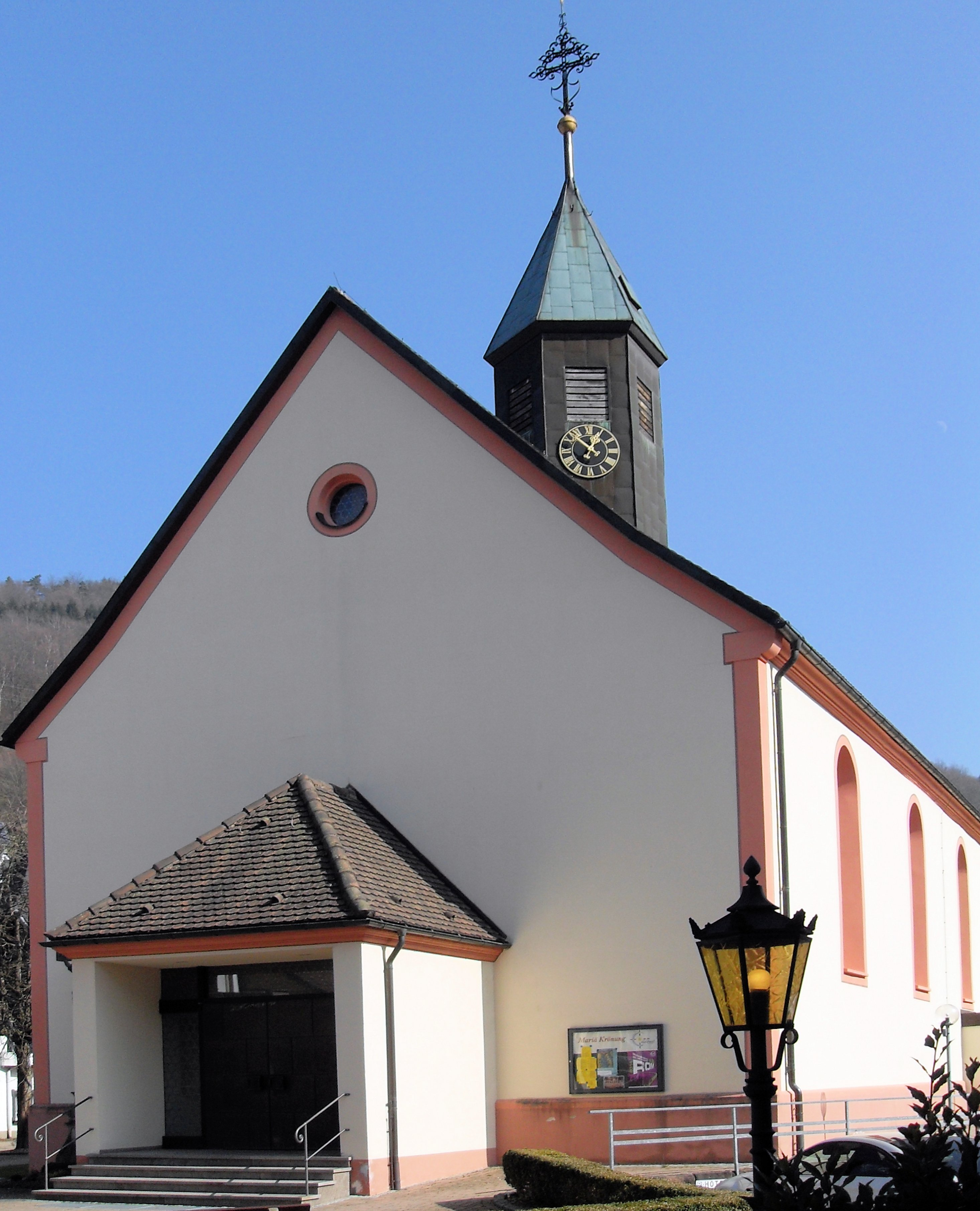
Kirche Mariä Krönung in Oberprechtal

Oberprechtal hat rund 950 Einwohner. Seit dem Beginn des 10. Jahrhunderts gehörte nahezu das gesamte Elztal dem Kloster Waldkirch, einer Stiftung des Alemannenherzogs Burchard II. In einem Schutzbrief, den Papst Alexander III. im Jahre 1178 für das Kloster St. Margarethen in Waldkirch ausstellte, wird das Prechtal erstmals als Meiertum „Bregen“ erwähnt.
In anderen Urkunden des Mittelalters kommt der Ort auch unter dem Namen Gebrech, Brech, Brecht und Precht vor. Der Name lässt sich nicht genau erklären, kommt aber vermutlich daher, weil die zunächst nördlich fließende Elz im heutigen Oberprechtal deutlich gebrochen wird und der Fluss nun in südwestlicher Richtung weiter verläuft.

#### Katzenmoos
Katzenmoos hat ca. 250 Einwohner. 1341 erscheint der Name Kozzenmuos das erste Mal. Wahrscheinlich wurde in der Gegend Bergbau betrieben. Davon zeugen Pingen und alte Bergbauhalden. Im 16. Jahrhundert wird der Ort dann Kotzenmoß genannt. Bis zur Gemeindereform am 1. Januar 1974 war Katzenmoos eine selbständige Gemeinde.
Der Urgroßvater des Freiburger Erzbischofs Stephan Burger stammt aus Katzenmoos, verließ den Ort jedoch 1896.

## Politik

### Stadtrat
Die Kommunalwahl am 9. Juni 2024 führte bei einer Wahlbeteiligung von 70,7 % (2019: 67,3 %) zu folgendem Ergebnis (mit Vergleichszahlen der vorigen Wahlen):

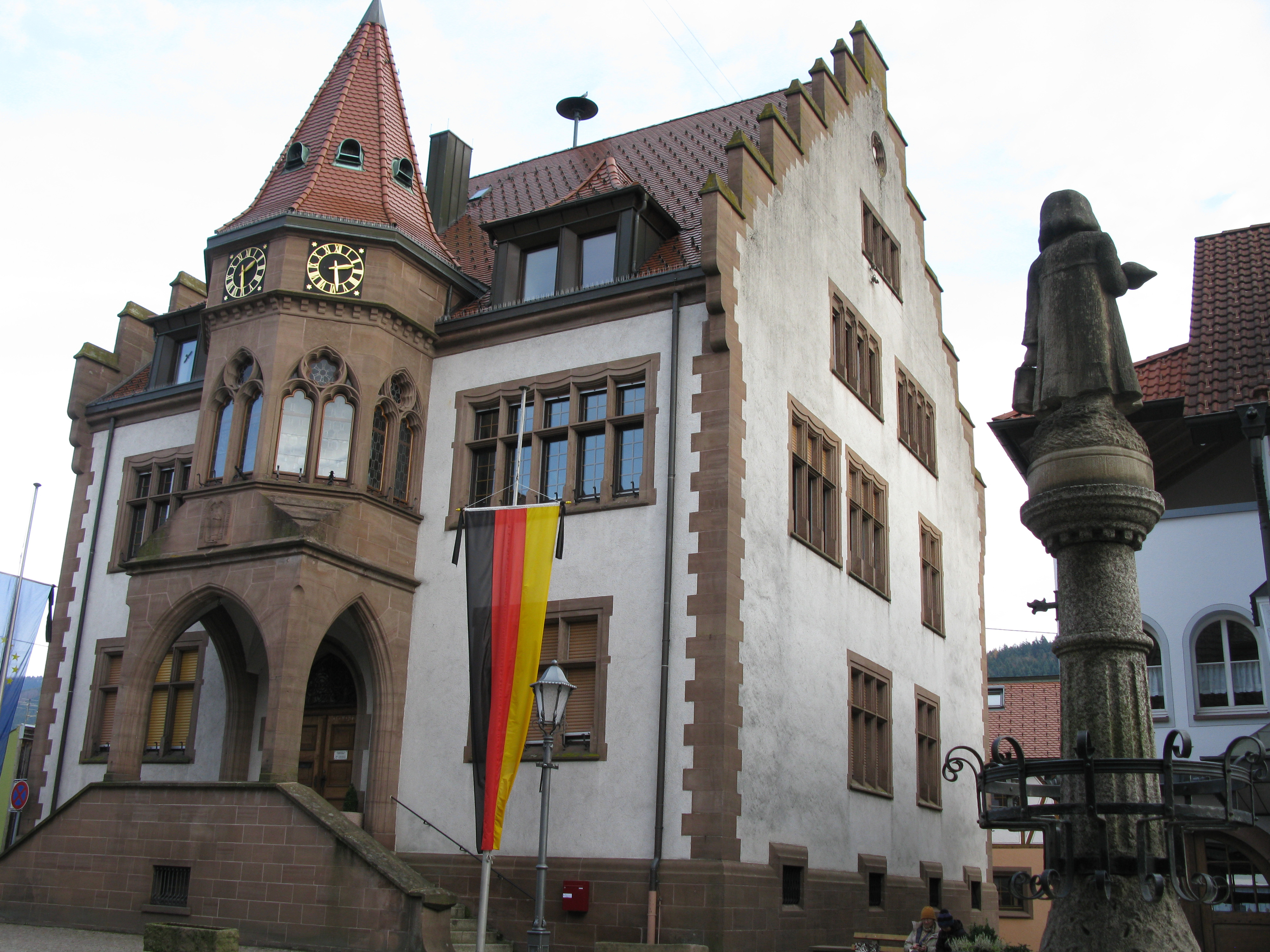
Neues Rathaus

| Partei / Liste | Stimmenanteil | Sitze |                 | 2019            | 2014 |
| FWG            | 44,3 %        | 8     | 43,8 %, 8 Sitze | 45,6 %, 8 Sitze |      |
| CDU            | 35,0 %        | 6     | 34,7 %, 6 Sitze | 37,8 %, 7 Sitze |      |
| SPD            | 20,7 %        | 4     | 21,5 %, 4 Sitze | 16,7 %, 3 Sitze |      |

### Schultheißen und Bürgermeister
Schultheißen und Bürgermeister der früheren Stadt Elzach (bis 1974):
| Amtszeit  | Name                  | Bemerkung                       |
| --------- | --------------------- | ------------------------------- |
| 1638–1657 | Hans Georg Sonner     | war Schultheiß                  |
| 1657–1657 | Johann Georg Häberlin | war Schultheiß                  |
| 1869–1907 | Georg Rapp            | war Bürgermeister               |
| 1907–1927 | Hermann Pfaff         |                                 |
| 1927–1933 | Adolf Rapp            |                                 |
| 1933–1945 | Emil Riegger (NSDAP)  |                                 |
| 1945–1955 | Adolf Rapp            | ist durch den Tod ausgeschieden |
| 1955–1974 | Erich Bayer           |                                 |

Bürgermeister der am 1. Januar 1975 neu gebildeten Stadt Elzach:
| Amtszeit  | Name                            | Bemerkung                                                        |
| --------- | ------------------------------- | ---------------------------------------------------------------- |
| 1975–1983 | Erich Bayer                     | war anfangs als Amtsverweser (ist durch Ruhestand ausgeschieden) |
| 1983–1991 | Bernhard Apfel                  |                                                                  |
| 1991–2007 | Michael Heitz (SPD)             |                                                                  |
| 2007–2012 | Holger Krezer (SPD)             |                                                                  |
| seit 2012 | Roland Günther Tibi (parteilos) |                                                                  |

### Wappen
Die Blasonierung des Elzacher Wappens lautet: „In gespaltenem Schild vorn in Grün der hl. Nikolaus in silbernem Gewand mit roter, silberbordierter Mitra, den silbernen Krummstab in der Rechten, ein rotes Buch mit drei goldenen darauf liegenden Kugeln in der Linken haltend, hinten in Silber ein schwebender schwarzer Dreiberg.“
Erstmals wird der Stadt- und Kirchenpatron St. Nikolaus auf einem an einer Urkunde von 1315 hängenden Stadtsiegel verwendet. Der schwarze Dreiberg im Wappen ist auf die Herrschaft Schwarzenberg zurückzuführen. Auf Basis des Siegels aus dem Jahre 1315 fertigte das Generallandesarchiv im Jahre 1895 ein Wappen für Elzach. Kurze Zeit später erwies sich jedoch, dass das Siegel, so sorgfältig es auch gestochen war und so sauber es gehalten wurde, niemals deutliche Abdrücke liefern konnte, weil der Wappenschild zu überladen war und damit keine exakte Gravur erlaubte.
Das heutige Wappen wurde nach Beschluss des Gemeinderates Elzach und mit Urkunde des Innenministeriums Baden-Württemberg im Jahre 1968 zu dem heutigen gültigen Stadtwappen vereinfacht. Die Wappenfarben sind so gehalten, dass daraus nach der heraldischen Regel die um 1948 angenommenen Stadtfarben „Weiß-Grün“ (Silber-Grün) abgeleitet werden können. Diese Farben des hinteren Wappenfelds sind dem Wappen der Herren von Schwarzenberg entnommen.

### Städtepartnerschaften
Elzach unterhält folgende Städtepartnerschaften:
- Telfs, Tirol, Österreich
- 18 Gemeinden im Vallée de Villé, Elsass, Frankreich
- Worthing, South East England, Vereinigtes Königreich
- Demre, Antalya (Provinz), Türkei
- Schlettau im Erzgebirge, Sachsen, Deutschland

## Wirtschaft und Infrastruktur
Auch heute sind Gewerbe und Handel lebhaft. Neben Metzgereien, Bäckereien, Schreinerbetrieben, Betrieben des Dienstleistungsgewerbes und zahlreichen Einzelhandelsgeschäften gibt es hier noch Berufszweige, die in anderen Städten und Gemeinden nicht mehr vorhanden sind, so etwa eine Leinenweberei, eine Drechslerei und eine Seilerei. Seit 1606 besteht die Stadtmühle.

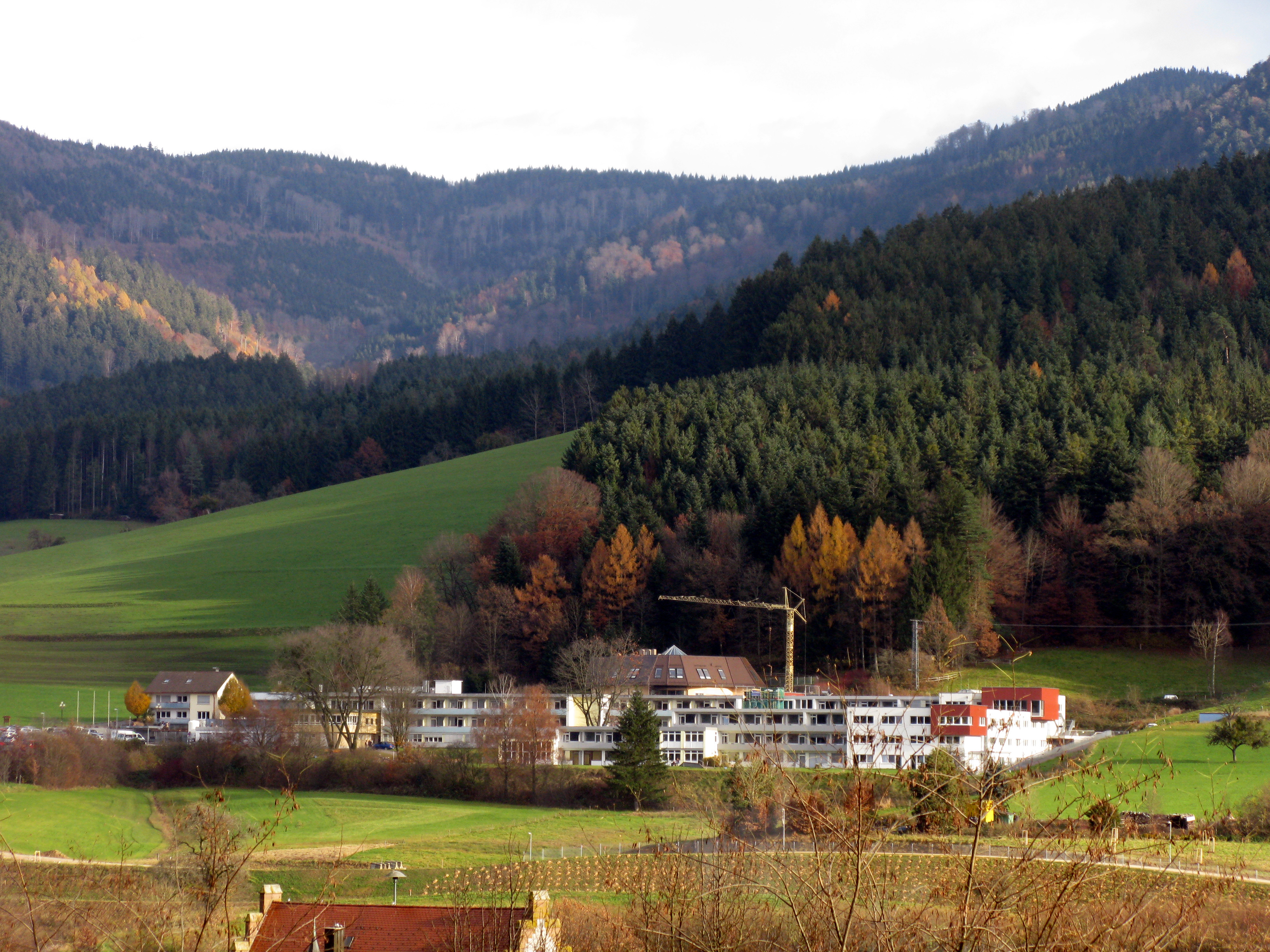
BDH-Klinik

Die Stadt Elzach ist mit 750 Hektar der größte Waldbesitzer der Gemeinde, in der naturgemäß die Holzverarbeitung von den Sägewerken bis hin zu Holzschnitzern breit vertreten ist. Edelsteinschleiferei, Schlachtbetriebe und Textilgewerbe finden sich ebenso wie Goldschmiede, Glas- und Metallverarbeitung.
Historisch von Bedeutung war in Elzach – wie im gesamten Elztal – die Textilindustrie, von der allerdings seit einigen Jahren nichts mehr vorhanden ist.
Im Dienstleistungsbereich verdienen die Klinikbetriebe besondere Erwähnung. Die Stadt Elzach verfügt über eine in Deutschland führende Rehabilitationsklinik für Neurologie, die BDH-Klinik Elzach mit einem breiten Leistungsspektrum.
Elzach und der Stadtteil Oberprechtal besitzen das Prädikat Luftkurort, was der Gemeinde regen Fremdenverkehr gebracht hat.

### Verkehr

#### Bahnverkehr
In Elzach endet die Elztalbahn Denzlingen–Waldkirch–Elzach. Auf der Strecke verkehrt heute die Linie S2 Freiburg–Elzach der SWEG unter dem Namen Breisgau-S-Bahn.

#### Radverkehr
Ab 2026 soll Elzach am Fahrradverleihsystem Frelo teilnehmen. Stationen sollen auch in den Teilorten Prechtal und Yach entstehen.
Durch eine Alltagsroute aus dem Radnetz Baden-Württemberg ist Elzach über Winden im Elztal und Gutach im Breisgau mit Waldkirch verbunden. In der anderen Richtung fehlt noch die Weiterführung ("Zielnetz") nach Haslach im Kinzigtal.
Der europäische Radwanderweg von Elzach in die Partnerstadt Villé im Elsass führt durch das Elztal, nördlich am Kaiserstuhl vorbei und bei Sasbach über den Rhein. In Waldkirch besteht Anschluss an den Radschnellweg nach Freiburg. 
In den Ortsteil Prechtal führt ein Radweg entlang der B 294 bzw. der L107. Die Verlängerung dieses Radweges von Fisnacht in den Ortsteil Oberprechtal scheiterte 2023 am fehlenden Grunderwerb.

#### Fernstraße
Durch die Stadt führt die Bundesstraße 294 (Bretten–Freiburg im Breisgau), seit Oktober 2012 unter Umgehung der Innenstadt.

## Kultur und Sehenswürdigkeiten

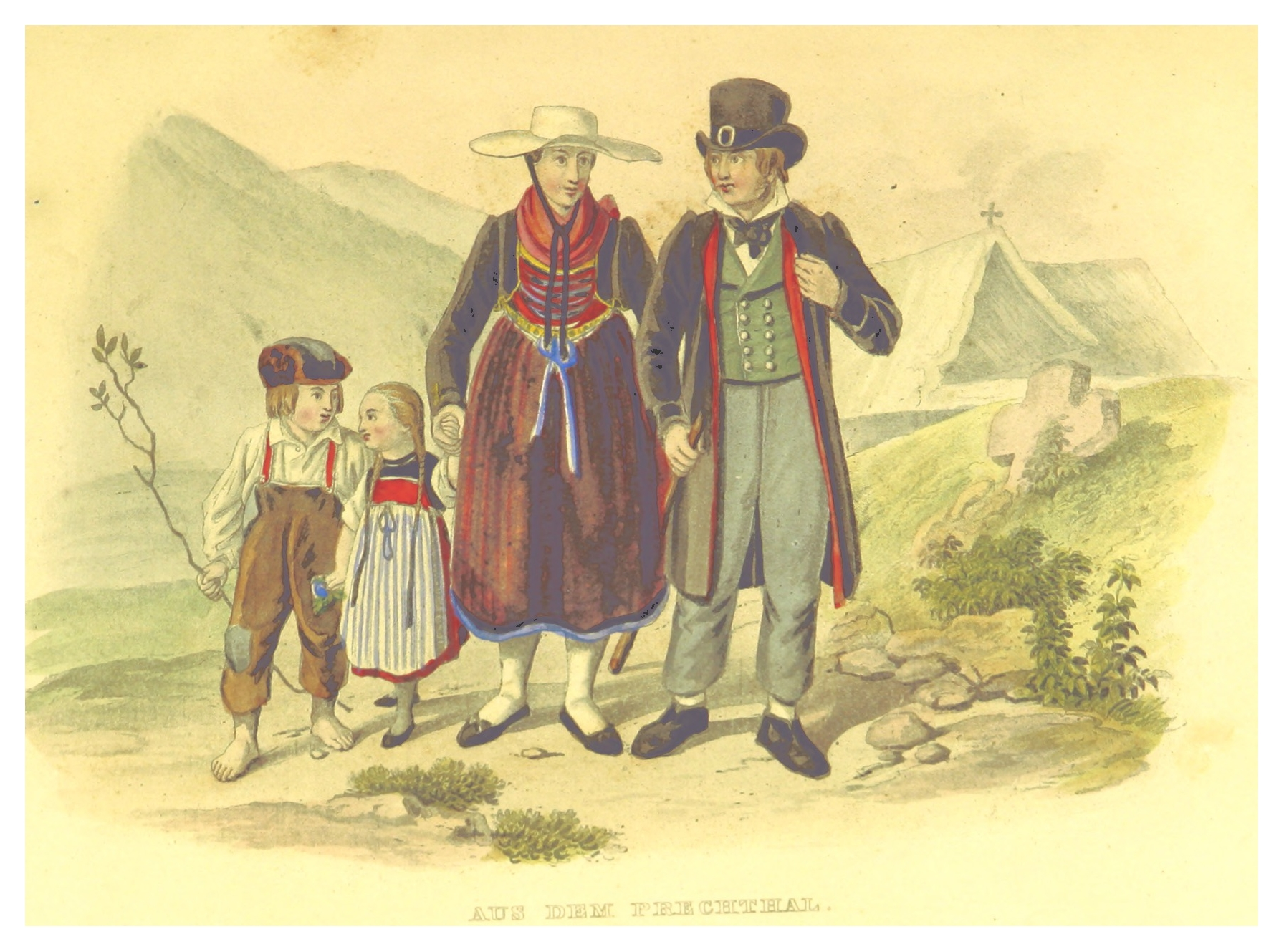
Volkstracht des Prechtals

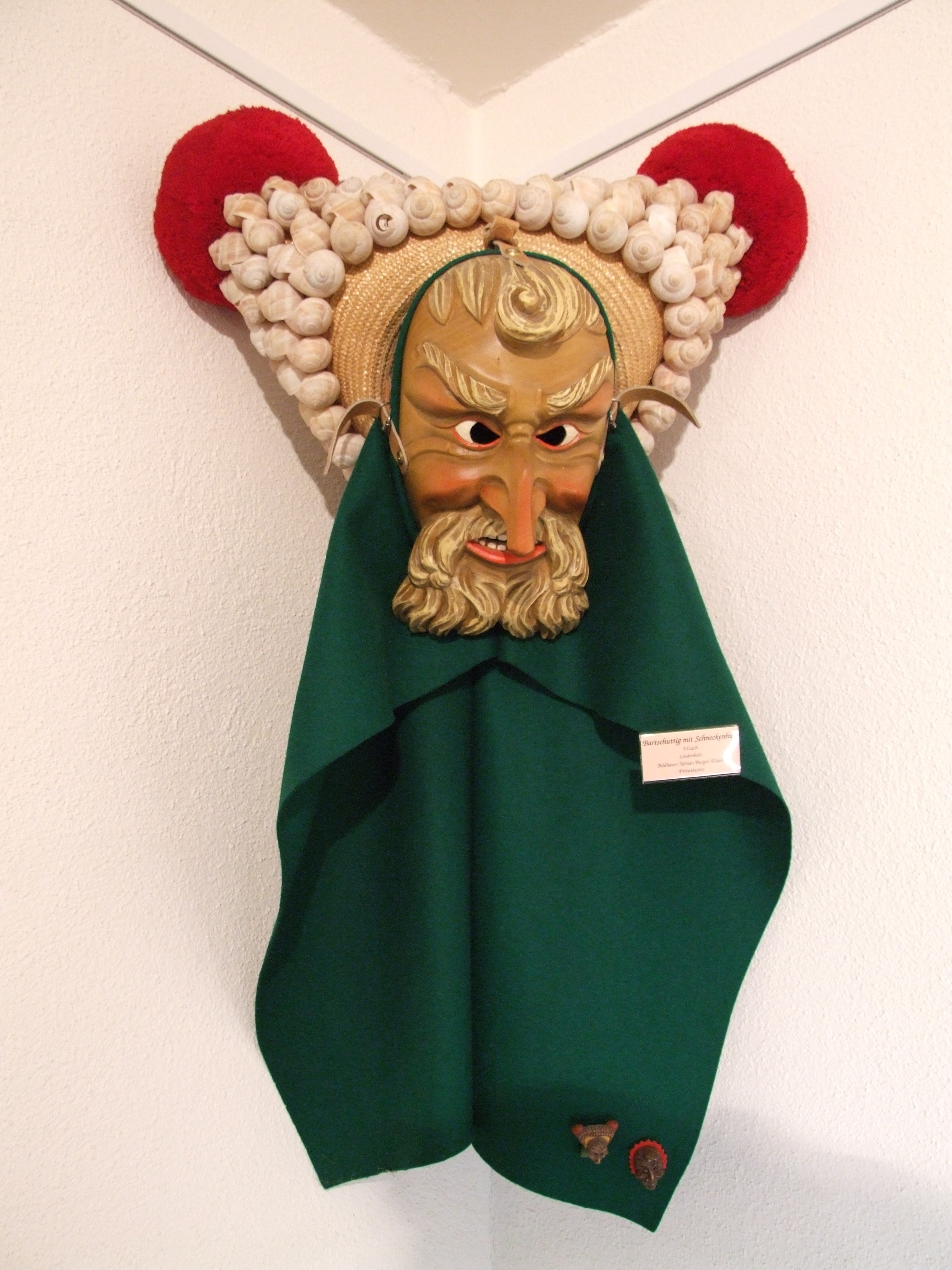
Teil der berühmten Elzacher Fasnet, der Bartschuttig, Lindenholzmaske mit Schneckenhut

### Museen
Im Alten Rathaus befindet sich heute das Heimatmuseum.

### Bauwerke

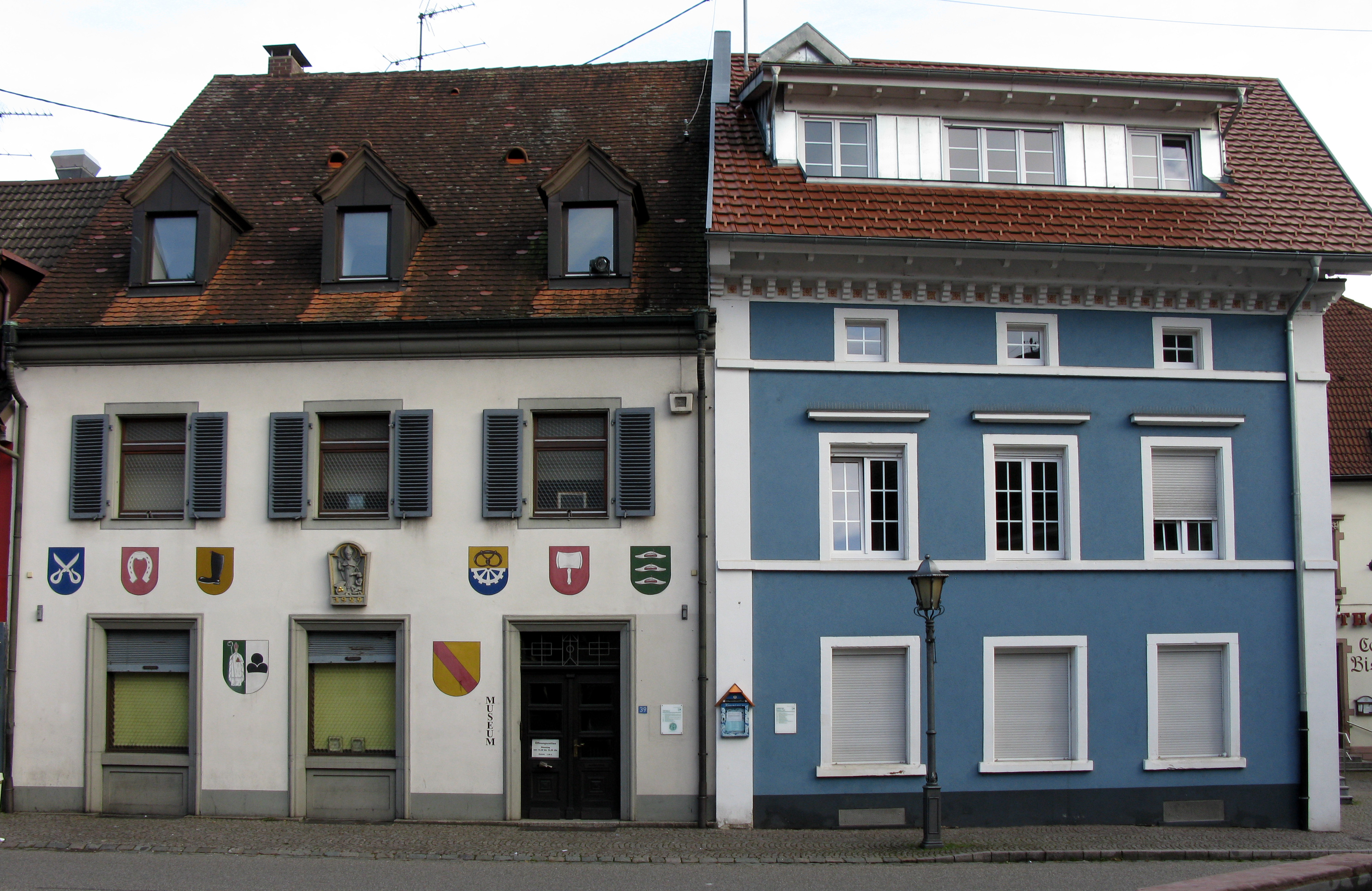
Altes Rathaus mit Heimatmuseum (links), Gasthaus Hirschen-Post (re.)
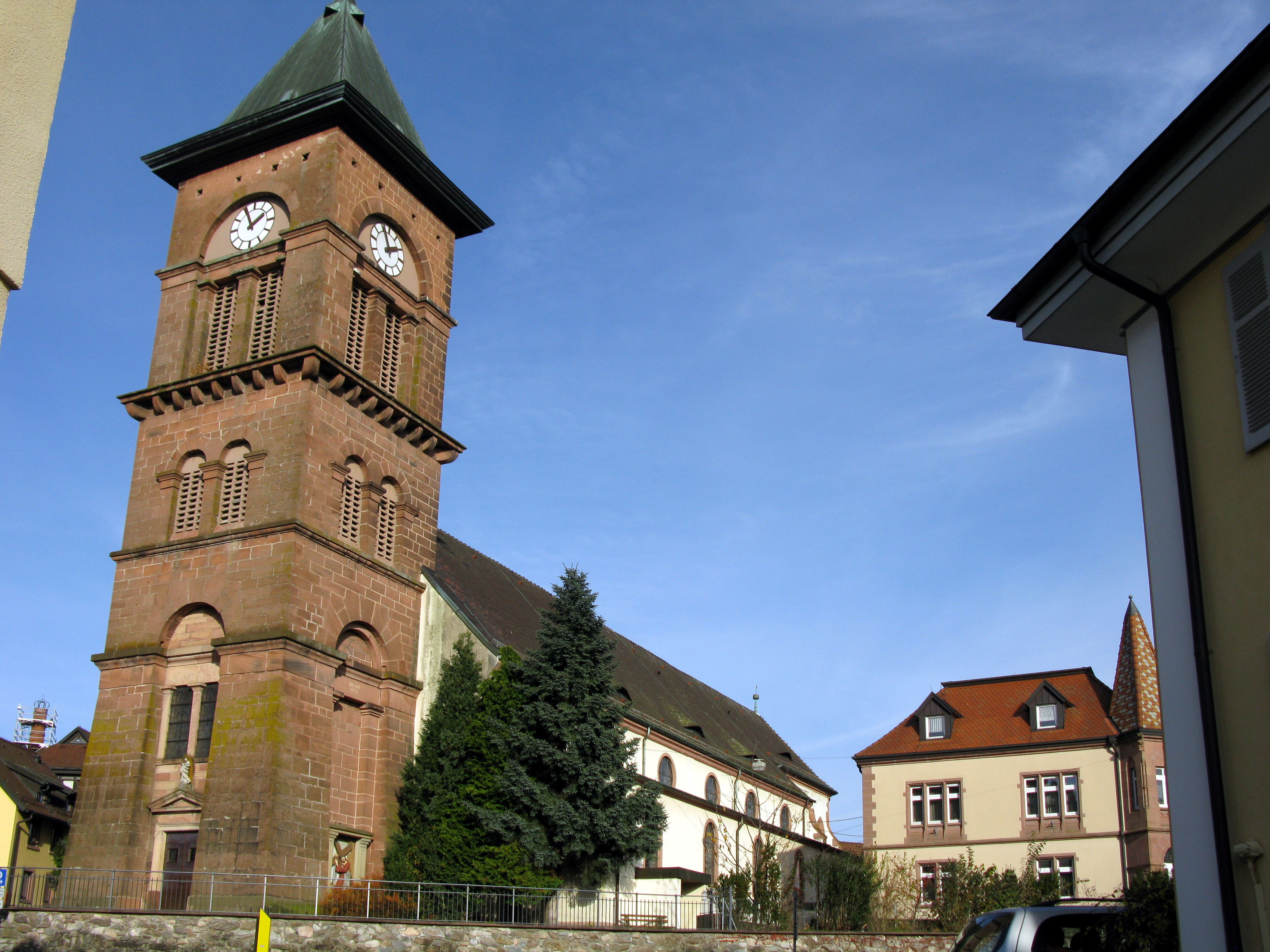
Pfarrkirche St. Nikolaus mit Altem Schloss
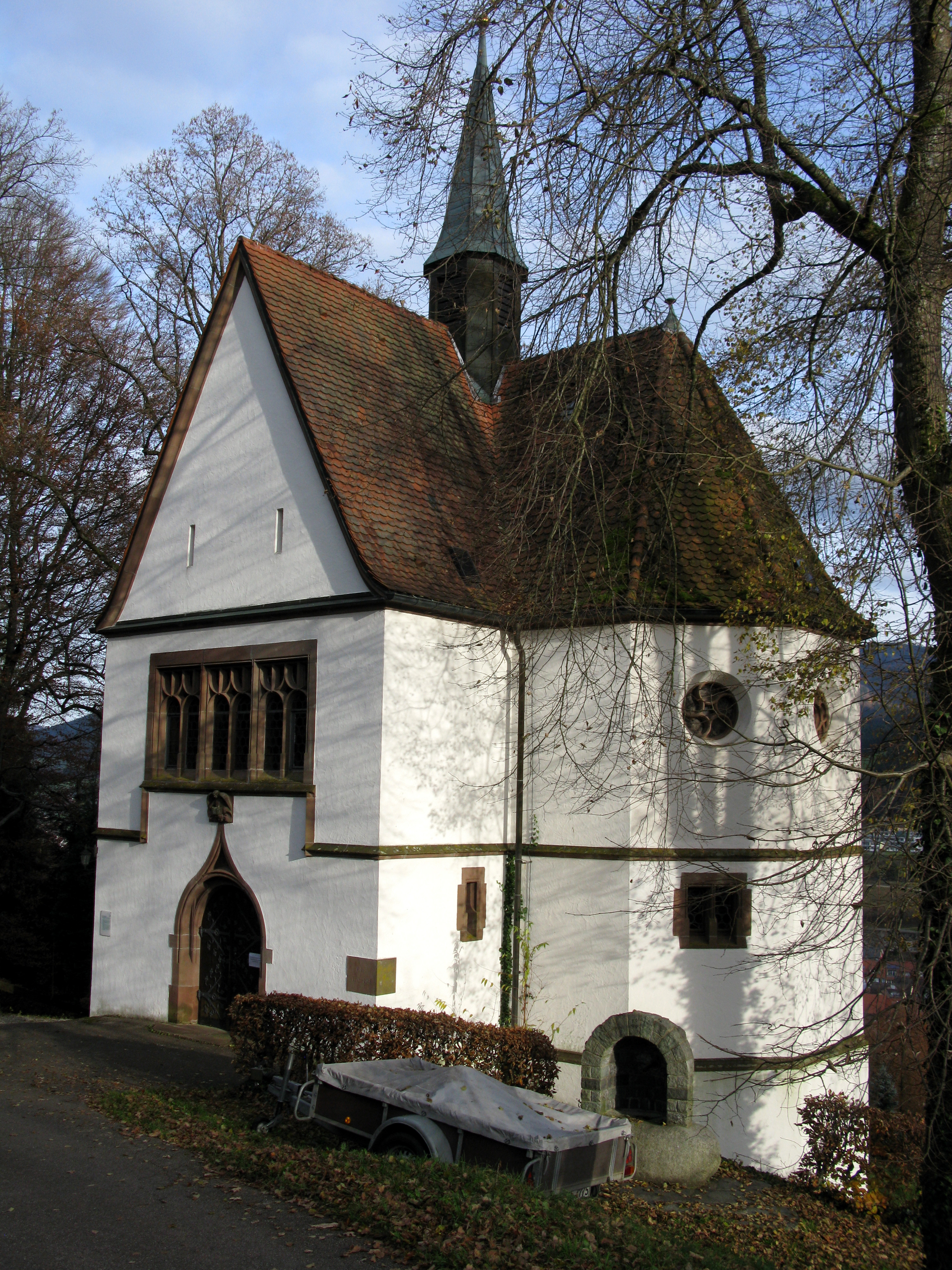
Neunlindenkapelle oberhalb der Stadt

### Regelmäßige Veranstaltungen
In Elzach ist ein reges Vereinsleben zu beobachten. Besonders hervorzuheben ist die weit überregional bekannte, traditionsreiche Elzacher Fasnet mit ihrer Hauptfigur, dem Elzacher Schuttig. Neben den Narrenzünften aus Rottweil, Oberndorf und Überlingen gehört die Elzacher Narrenzunft zum sogenannten Viererbund.
Der Schuttig ist eine Darstellung des wilden Mannes. Typisch für ihn sind die Saublodere (= Schweinsblasen), der mit Schneckenhäusern besetzte Dreispitz, sowie das vehemente Auftreten der Figur.

## Persönlichkeiten
- Ludwig Georg Winter (1778–1838), Badischer Innenminister
- Hermann Dietrich (1879–1954), deutscher Politiker (DDP), MdR, MdL (Baden), Badischer Außenminister, Reichsfinanzminister
- Konrad Rapp (1896–1932), Missionar und Märtyrer
- Ernest Hemingway (1899–1961), Schriftsteller und späterer Nobelpreisträger, verbrachte im Sommer 1922 mehrere Angelwochen in Oberprechtal.[12]
- Ulrich Ruh (* 1950), deutscher Theologe, Publizist und Journalist
- Reiner Kirsten (* 1969), deutscher Volksmusiksänger, wohnhaft in Oberprechtal